# 동적 전압 스케일링
동적 전압 스케일링(Dynamic Voltage Scaling, DVS)은 컴퓨터 아키텍처에서 전력 절감 기술중의 하나로서, 사용되는 부품의 인가 전압을 동적으로 높이거나 낮춤으로서 그 부품의 소비 전력을 조정한다. 동적 전압 스케일링은 에너지가 제한된 건전지를 사용하는 노트북이나 휴대용 기기에서 소비 전력을 줄이기 위해서 전압을 낮추고, 반면 컴퓨터의 성능을 높이기 위해서는 전압을 높인다. 현대의 마이크로프로세서는 동적 전압 스케일링이 클럭 게이팅과 동적 주파수 스케일링과 함께 전력 절감과 성능 향상을 위해 사용된다.

## 이론
일반적인 소비 전력에 관한 식은 P=αCV2f 과 같다. 여기서 여기서 α는 Switching Activity factor이고, C는 회로의 정전 용량, V는 공급 전압, f는 동작 클록수이다. 소비 전력은 전압의 제곱에 비례하기 때문에 이 전압을 조정함으로써 소비 전력을 제어할 수 있다. 각 회로에는 특정양의 정전 용량이 있게 마련인데 이 정전 용량은 주어진 전류가 주어진 전압의 변경을 하기 위해 얼마나 오랜 시간이 걸리는 가에 대한 것이다. 전압을 바꾸기 위해서는 전하의 충전 및 방전이 필요하다. 또한 전류는 전압과 관련 있기 때문에 동작 시간은 그 회로에 인가되는 전압에 관계가 있다. 높은 전압을 인가함으로써 정전 용량은 충전 및 방전을 더 빠르게 할 수 있다. 이것은 회로의 더 빠른 동작을 가능하게 하며 더 높은 구동 주파수가 가능하게 된다.

## 언더볼팅
언더볼팅(undervolting)은 구성 요소(주로 프로세서)의 전압을 낮추어 온도 및 냉각 요구 사항을 낮추고, 팬을 사용하지 않을 수도 있도록 하는 것이다. 오버클러킹과 마찬가지로, 언더볼팅은 이른바 '실리콘 복권'(silicon lottery)의 영향을 크게 받는다. 즉, CPU마다 언더볼팅이 약간씩 다를 수 있으며, 그 반대의 경우도 마찬가지이다.

## 같이 보기
- 클럭 게이팅
- 동적 주파수 스케일링